# Wedell Østergaard
Wedell Poul Østergaard (Gentofte, 7 de maio de 1924 — Gentofte, 21 de março de 1995) foi ciclista dinamarquês, um dos atletas que representou a Dinamarca nos Jogos Olímpicos de 1952, em Helsinque, onde terminou em sexto lugar na prova de estrada por equipes. No individual, ele foi o trigésimo sétimo colocado.